# Copernicus Cup 2017
3. Halowy Mityng Lekkoatletyczny Copernicus Cup – mityng lekkoatletyczny, który odbył się 10 lutego w Arenie Toruń.
Zawody były czwartą odsłoną znajdującego się w kalendarzu IAAF World Indoor Tour – cyklu najbardziej prestiżowych zawodów halowych, organizowanych pod egidą IAAF w sezonie 2017.

## Rezultaty

### Mężczyźni
| Konkurencja:                   | 1. miejsce         | Rezultat | 2. miejsce             | Rezultat | 3. miejsce               | Rezultat |
| Bieg na 60 metrów              | Ronnie Baker       | 6,46 PB  | Chijindu Ujah          | 6,56     | Sean Safo-Antwi          | 6,57     |
| Bieg na 400 metrów             | Bralon Taplin      | 45,59    | Pavel Maslák           | 45,80    | Luguelín Santos          | 46,03    |
| Bieg na 800 metrów             | Nicholas Kipkoech  | 1:46,34  | Adam Kszczot           | 1:46,44  | Erik Sowinski            | 1:46,84  |
| Bieg na 1500 metrów            | Bethwell Birgen    | 3:37,63  | Marcin Lewandowski     | 3:38,24  | Silas Kiplagat           | 3:38,33  |
| Bieg na 60 metrów przez płotki | Orlando Ortega     | 7,48 NR  | Konstandinos Duwalidis | 7,75     | Yidiel Contreras         | 7,78     |
| Skok wzwyż                     | Sylwester Bednarek | 2,27     | Naoto Tobe             | 2,20     | Wang Yu Wojciech Theiner | 2,15     |

### Kobiety
| Konkurencja:                   | 1. miejsce              | Rezultat      | 2. miejsce             | Rezultat | 3. miejsce        | Rezultat |
| Bieg na 60 metrów              | Barbara Pierre          | 7,13          | Ezinne Okparaebo       | 7,13     | Gayon Evans       | 7,15     |
| Bieg na 400 metrów             | Iga Baumgart-Witan      | 52,17         | Justyna Święty-Ersetic | 52,54    | Shamier Little    | 52,83    |
| Bieg na 800 metrów             | Joanna Jóźwik           | 1:59,29 NR WL | Aníta Hinriksdóttir    | 2:01,56  | Marina Arzamasowa | 2:03,17  |
| Bieg na 1500 metrów            | Genzebe Dibaba          | 3:58,80 WL    | Axumawit Embaye        | 4:04,45  | Meraf Bahta       | 4:06,40  |
| Bieg na 60 metrów przez płotki | Andrea Ivančević        | 7,96          | Jasmin Stowers         | 7,99     | Jackie Coward     | 8,00     |
| Skok o tyczce                  | Nicole Büchler          | 4,60          | Romana Maláčová        | 4,50     | Mary Saxer        | 4,50     |
| Trójskok                       | Anna Jagaciak-Michalska | 13,97         | Nadia Eke              | 13,52    | Dana Velďáková    | 13,28    |

## Rekordy
Podczas mityngu ustanowiono 2 krajowe rekordy w kategorii seniorów:
| Zawodnik       | Reprezentacja | Konkurencja                    | Rezultat |
| -------------- | ------------- | ------------------------------ | -------- |
| Joanna Jóźwik  | Polska        | bieg na 800 metrów             | 1:59,29  |
| Orlando Ortega | Hiszpania     | bieg na 60 metrów przez płotki | 7,48     |

A także ustanowiono 1 krajowy rekord w kategorii juniorów:
| Zawodnik        | Reprezentacja | Konkurencja                    | Rezultat |
| --------------- | ------------- | ------------------------------ | -------- |
| Klaudia Siciarz | Polska        | bieg na 60 metrów przez płotki | 8,17     |